# Vlad Dragomir
Vlad Dragomir, né le 24 avril 1999 à Timișoara en Roumanie, est un footballeur international roumain qui évolue au poste de milieu offensif au Paphos FC.

## Biographie

### Débuts en Roumanie et passage à Arsenal
Natif de Timișoara en Roumanie, Vlad Dragomir est formé dans le club de sa ville natale, le Poli Timișoara. Il fait ses débuts en professionnel à seulement 15 ans, le 30 août 2014, lors d'un match de Coupe de Roumanie remporté deux buts à zéro par son équipe face au CS Mioveni.
En juin 2015, Vlad Dragomir signe en faveur du club londonien d'Arsenal FC.
En septembre 2016, le quotidien The Guardian le place dans une liste des 60 meilleurs jeunes talents nés en 1999.
Son passage à Arsenal, n'est pas un grand succès puisqu'il ne joue aucun match avec l'équipe première.

### Pérouse
Le 4 août 2018, Vlad Dragomir s'engage librement avec l'AC Pérouse, club de Serie B. Il fait ses débuts avec sa nouvelle équipe le 2 septembre 2018, lors du match de championnat face à l'Ascoli PFC, que son équipe remporte sur le score de 2-0. Il inscrit son premier but lors de la journée suivante, le 22 septembre, lors d'une défaite de son équipe face à l'US Palerme (4-1).

### Virtus Entella
Le 26 janvier 2021, lors du mercato hivernal, Vlad Dragomir rejoint le Virtus Entella.

### Paphos FC
Après la relégation du Virtus Entella en Serie C à l'issue de la saison 2020-2021, Vlad Dragomir résilie son contrat avec le club italien et s'engage avec le club chypriote du Paphos FC.
Dragomir inscrit son premier but pour le club le 18 septembre 2021, lors d'une rencontre de championnat face à l'AEK Larnaca. Il entre en jeu et marque le but égalisateur (1-1 score final).

### En équipe nationale
Il officie à plusieurs reprises comme capitaine de la sélection des moins de 17 ans. Avec cette équipe, il inscrit un but contre la Hongrie en octobre 2015, lors des éliminatoires du championnat d'Europe des moins de 17 ans 2016.
Il représente les moins de 19 ans, jouant son premier match avec cette sélection le 6 octobre 2016 contre les Pays-Bas où il est titularisé (défaite 2-1 des Roumains). Il officie également à plusieurs reprises capitaine de la sélection. Il participe avec cette équipe aux éliminatoires du championnat d'Europe des moins de 19 ans 2017 et 2018.
Vlad Dragomir joue son premier match avec l'équipe de Roumanie espoirs le 24 mars 2017, lors d'un match amical contre la Russie (défaite 5-1). Par la suite, le 15 novembre 2018, il délivre une passe décisive lors d'un match amical contre la Belgique (score : 3-3). Il participe ensuite au championnat d'Europe espoirs 2019 organisé en Italie.